# Guillermo Delisle
Guillermo Delisle (del francés: 'Guillaume Delisle') (28 de febrero de 1675 - 25 de enero de 1726) fue un cartógrafo francés que vivió en París.
Su padre, Claude Delisle (1644-1720) estudió derecho y vivió en París dando clases particulares de geografía e historia. Llegó a obtener el cargo de Censor Real. También ejerció de cartógrafo. Tuvo 11 hijos entre los que destacaron Guillermo y Joseph-Nicolas Delisle
Los primeros trabajos de Guillermo fueron el "Mapa del mundo" y el "Mapa de los continentes", publicados ambos en 1700. Trabajos que, junto con los posteriores mapas terrestres, superaron publicaciones similares y le dieron fama. En la Academia de las Ciencias fue primero estudiante (1702), luego profesor adjunto 1718 y, finalmente, socio; profesor de geografía del joven rey Luis XV, recibió el primer título de Geógrafo Real, acompañado de salario fijo. 
Delisle adoptó nuevos principios en cartografía y llevó a cabo una reforma en profundidad en ese tema. Los editores de mapas de la época no sabían como plasmar sobre el papel los trabajos realizados por el francés. Ya los astrónomos de la segunda mitad del siglo XVII y el propio Delisle demostraron que los nuevos métodos de medida a escala y mediante georreferencia eran muy importantes en cartografía. A Delisle se le debe una imagen más realista del mundo.
Si sus datos astronómicos no coincidían, estudiaba cuidadosamente todos los libros de viajes, cuadernos de bitácora y cuantos mapas podía encontrar. El producto de ese estudio era contrastado con lo que él tenía. Según un método fijo, estudiaba cada continente y cada país uno por uno, especialmente Francia. En los puntos sobre los que hubiera discrepancia anotaba la fuente sobre el mapa o añadía una nota anexa, la mayoría de las cuales fueron publicadas en los informes de la academia. En sus mapas recomendaba el empleo de una escala fija de medición para las regiones estrechamente vinculadas entre sí. Tan famosas como sus correcciones astronómicas fue su completa topografía y el cuidado meticuloso en la ortografía de los nombres.
En 1962 se dio su nombre a un importante lago costero de la bahía de Hudson, Canadá: el lago Guillaume-Delisle.

## Mapas

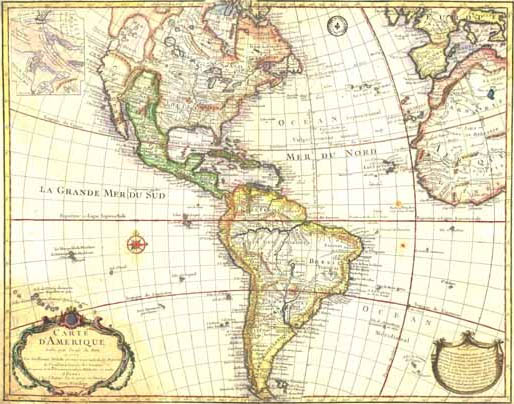
Mapa de América
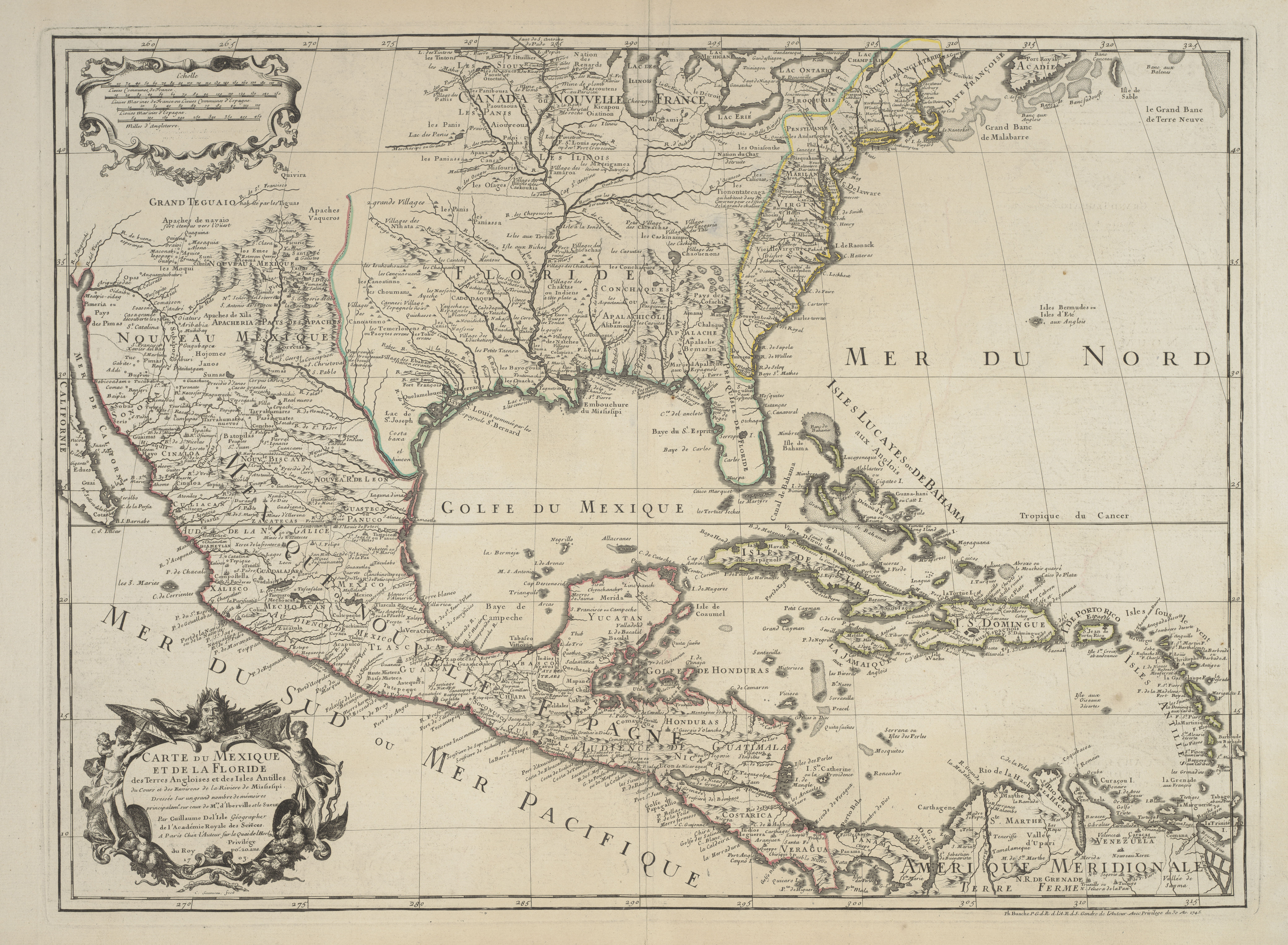
Mapa de América del Norte
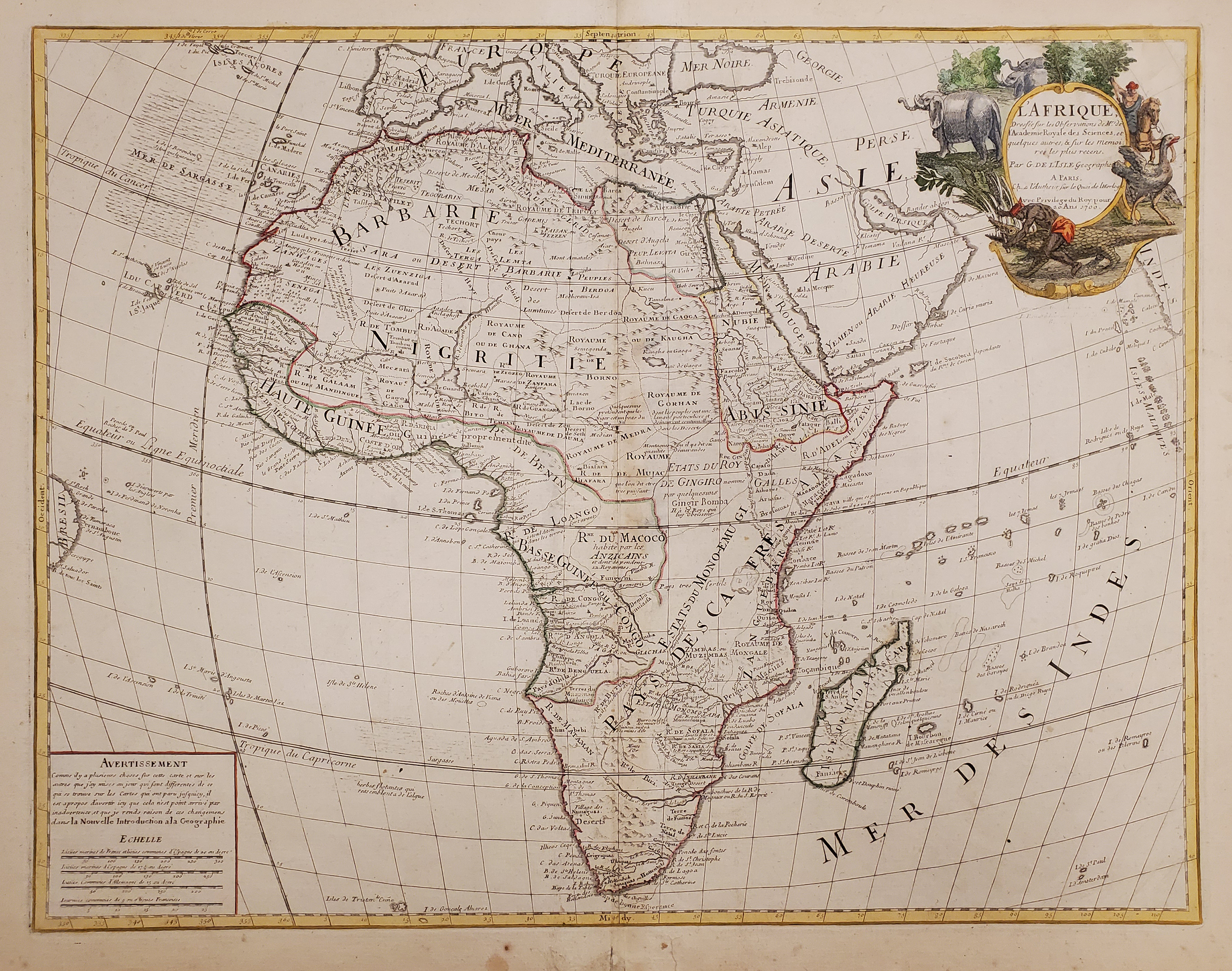
Mapa de África
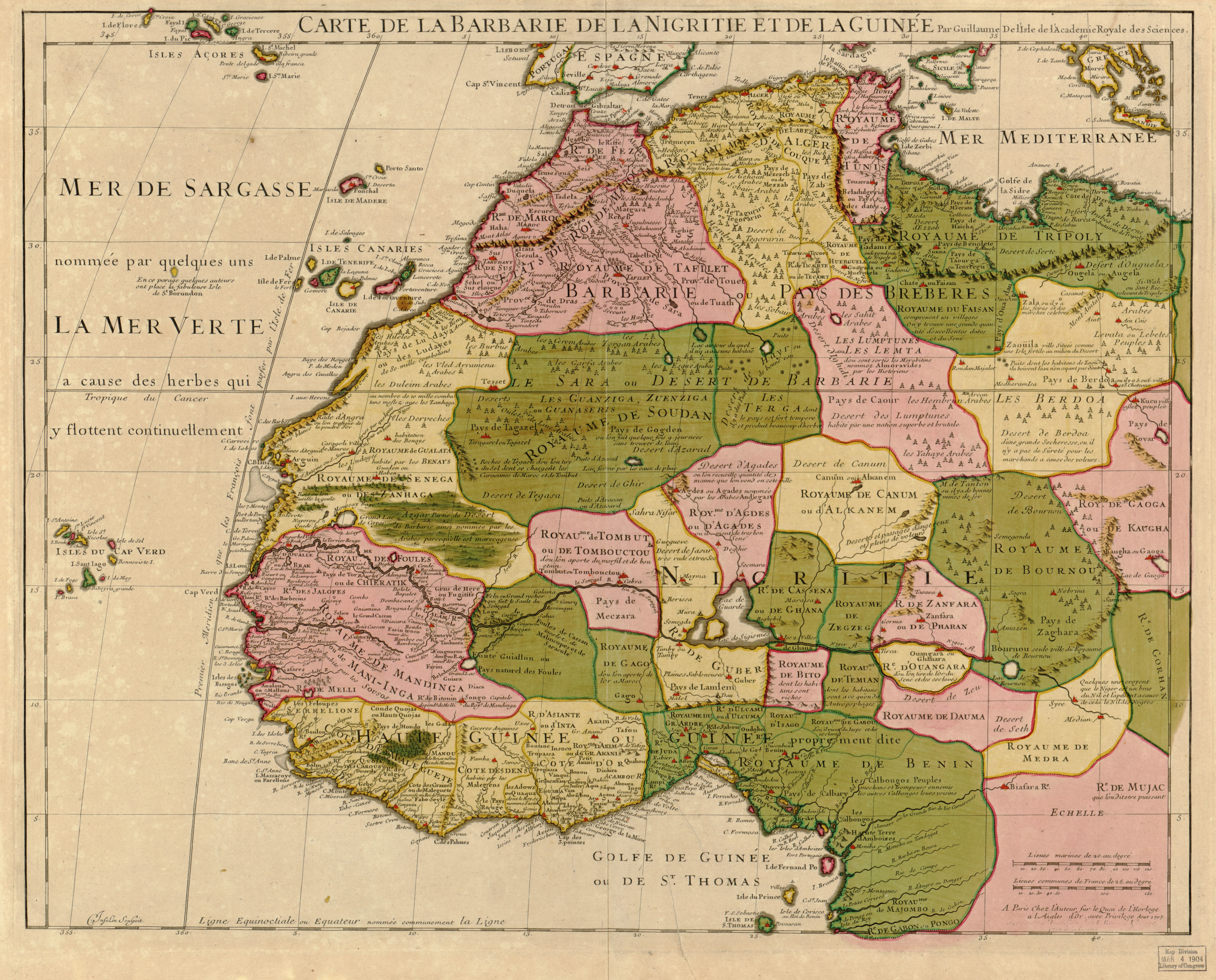
Mapa de el norte de África
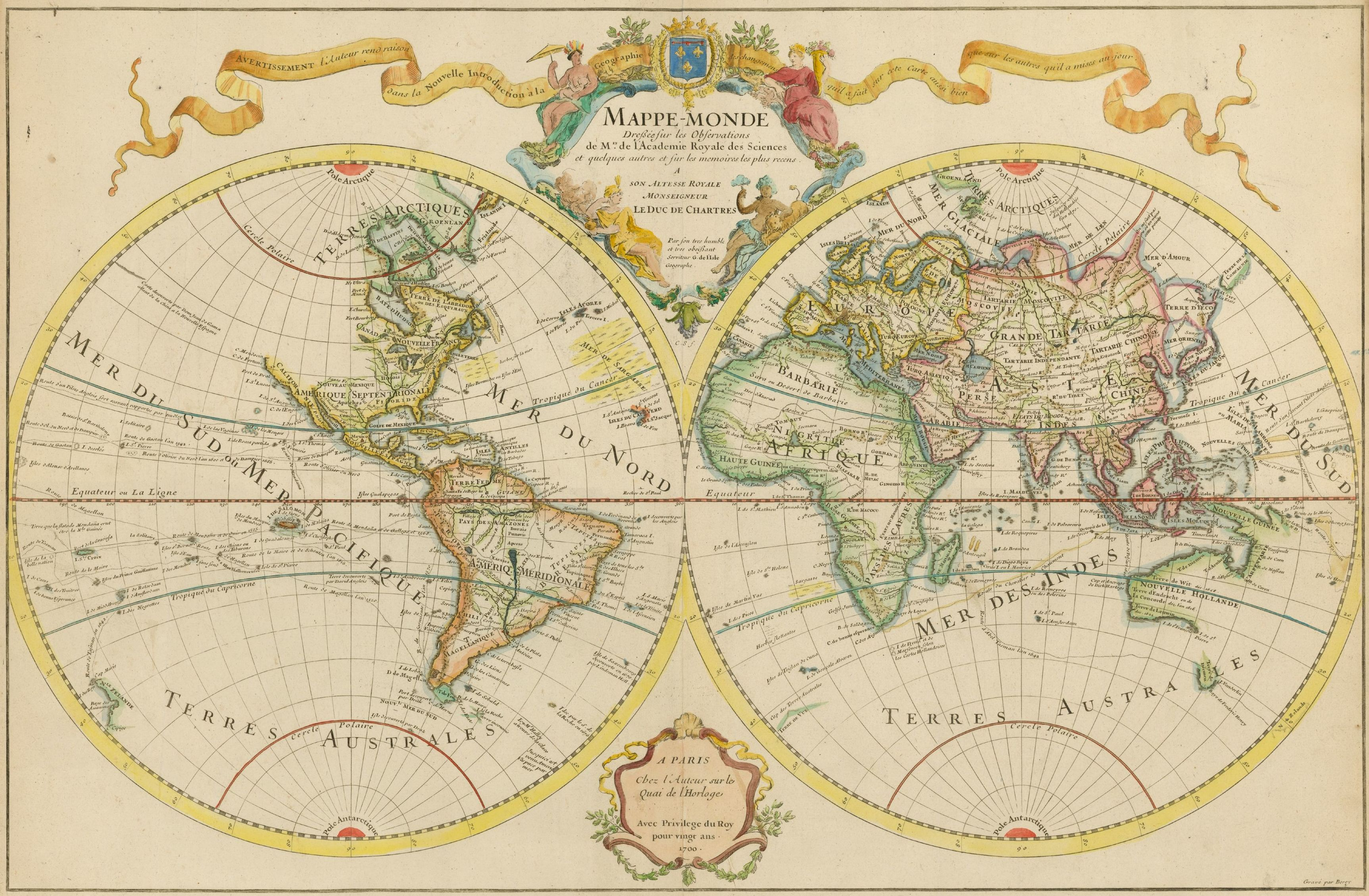
Mapa del Mundo

- Datos: Q1389662
- Multimedia: Guillaume Delisle / Q1389662